# Froidfond
Froidfond est une commune française située dans le département de la Vendée en région Pays de la Loire.

## Géographie

### Localisation
Le territoire municipal de Froidfond s’étend sur 2 182 hectares. L’altitude moyenne de la commune est de 45 mètres, avec des niveaux fluctuant entre 17 et 64 mètres,.

### Communes limitrophes
| La Garnache | La Garnache                  | Saint-Étienne-de-Mer-Morte (Loire-Atlantique) |
| La Garnache | Froidfond                    | Touvois (Loire-Atlantique)                    |
| Challans    | Saint-Christophe-du-Ligneron | Falleron                                      |

### Climat
Pour des articles plus généraux, voir Climat des Pays de la Loire et Climat de la Vendée.
En 2010, le climat de la commune est de type climat océanique franc, selon une étude du CNRS s'appuyant sur une série de données couvrant la période 1971-2000. En 2020, Météo-France publie une typologie des climats de la France métropolitaine dans laquelle la commune est exposée à un climat océanique et est dans la région climatique  Bretagne orientale et méridionale, Pays nantais, Vendée, caractérisée par une faible pluviométrie en été et une bonne insolation. 
Pour la période 1971-2000, la température annuelle moyenne est de 12,2 °C, avec une amplitude thermique annuelle de 13,5 °C. Le cumul annuel moyen de précipitations est de 860 mm, avec 12,2 jours de précipitations en janvier et 6,8 jours en juillet. Pour la période 1991-2020, la température moyenne annuelle observée sur la station météorologique de Météo-France la plus proche, sur la commune de Palluau à 13 km à vol d'oiseau, est de 12,6 °C et le cumul annuel moyen de précipitations est de 928,6 mm,. Pour l'avenir, les paramètres climatiques de la commune estimés pour 2050 selon différents scénarios d'émission de gaz à effet de serre sont consultables sur un site dédié publié par Météo-France en novembre 2022.

## Urbanisme

### Typologie
Au 1er janvier 2024, Froidfond est catégorisée bourg rural, selon la nouvelle grille communale de densité à sept niveaux définie par l'Insee en 2022.
Elle est située hors unité urbaine. Par ailleurs la commune fait partie de l'aire d'attraction de Challans, dont elle est une commune de la couronne,. Cette aire, qui regroupe 12 communes, est catégorisée dans les aires de moins de 50 000 habitants,.

### Occupation des sols
L'occupation des sols de la commune, telle qu'elle ressort de la base de données européenne d’occupation biophysique des sols Corine Land Cover (CLC), est marquée par l'importance des territoires agricoles (92,7 % en 2018), en diminution par rapport à 1990 (96,2 %). La répartition détaillée en 2018 est la suivante : 
terres arables (64,3 %), zones agricoles hétérogènes (20,7 %), prairies (7,8 %), zones urbanisées (5,6 %), forêts (1,7 %). L'évolution de l’occupation des sols de la commune et de ses infrastructures peut être observée sur les différentes représentations cartographiques du territoire : la carte de Cassini (XVIIIe siècle), la carte d'état-major (1820-1866) et les cartes ou photos aériennes de l'IGN pour la période actuelle (1950 à aujourd'hui).

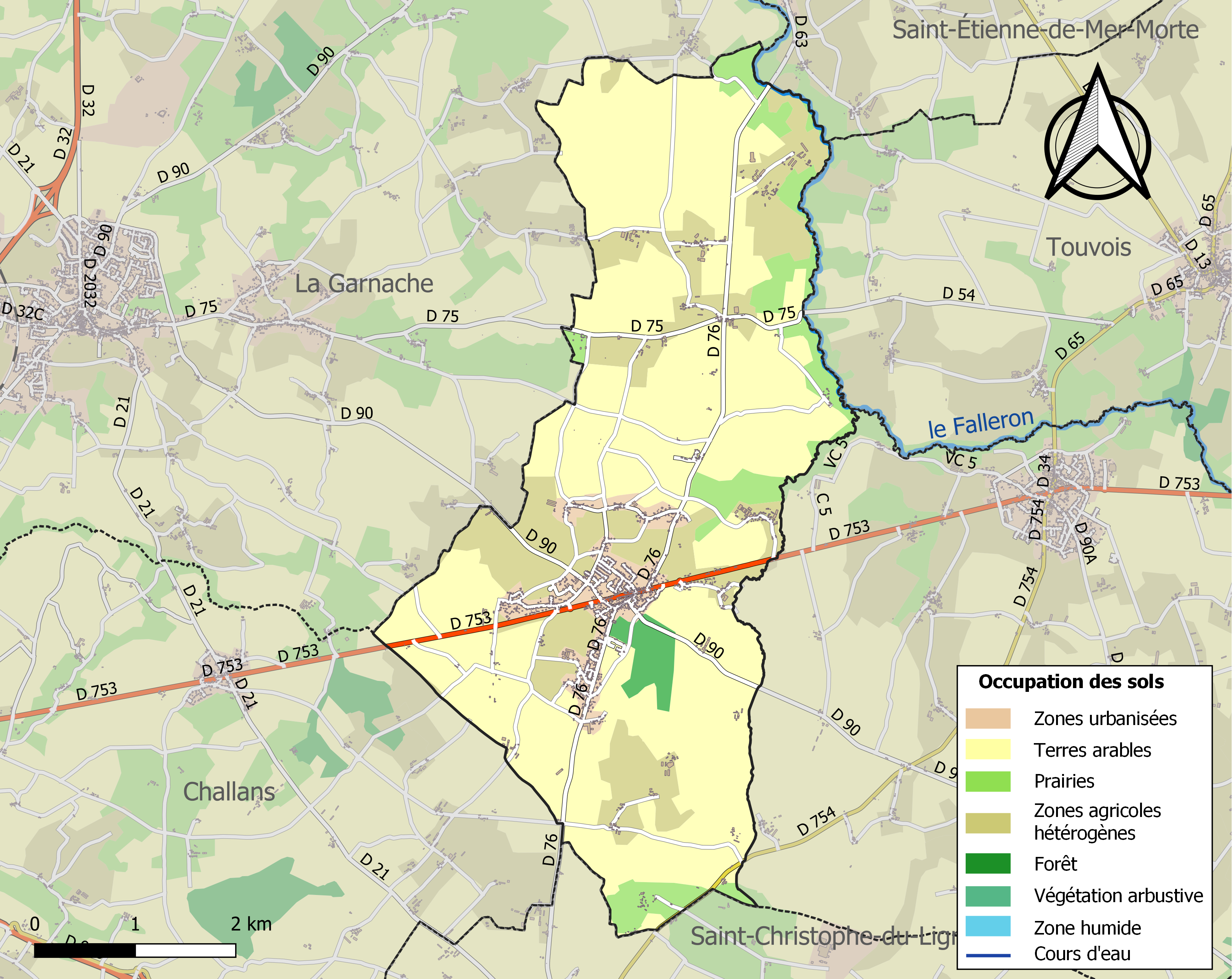
Carte des infrastructures et de l'occupation des sols de la commune en 2018 (CLC).

## Toponymie
Nommé « Froidefons » sur plusieurs cartes anciennes (comme celle du « Gouvernement de La Garnache » de Tassin, publiée vers 1634), Froidfond tirerait son nom de « fons » : « fontaine » et de « froide ». Idée renforcée par l'abondance des sources et puits sur son territoire : « Puits des Landes », « source de la Thécinière », « source de la Ferronnière », « la fontaine de Coudrie ».

## Histoire
La paroisse fut probablement fondée par des religieux bénédictins autour de l'abbaye qu'ils y bâtirent. On dit que l'abbé de Saint-Léger (diocèse de Saintes) y envoya des prieurs jusqu'au XVIe siècle, à cette époque son abbaye fut détruite par les protestants. La paroisse fut ensuite formée par la commune proprement dite et par une fraction de l'ancienne paroisse de Saint-Croix-de-Coudrie.

## Politique et administration

### Liste des maires
| Période        | Période                     | Identité                     | Étiquette | Qualité |
| -------------- | --------------------------- | ---------------------------- | --------- | --- |
| 1790           | -                           | Claude Doux                  |           | |
| 1810           | -                           | Jacques Robin                |           | |
| 1815           | 1820                        | Jean-Louis Boislève          |           | |
| 1821           | 1830                        | Louis-Germain Boislève       |           | |
| 1831           | 1846                        | Louis Blanchard              |           | |
| 1846           | 1870                        | Louis-Germain Boislève       |           | Propriétaire à la Galoisière                                                                                                   |
| 1871           | 1874                        | Jean-Baptiste Minaud         |           | |
| 1874           | 1874                        | Honoré Doux                  |           | |
| 1874           | 1884                        | Jean-Baptiste Grelier        |           | |
| 1884           | 1896                        | Jean-Baptiste Minaud         |           | |
| 1896           | 1919                        | Patient Boilesve (1858-1926) |           | |
| 1919           | 1927                        | Henri Minaud                 |           | |
| 1927           | 1934                        | Armand Baril                 |           | |
| 1934           | mars 1959                   | Henri Blanchard              |           | |
| mars 1959      | mars 1977                   | Marcelin Brochard            |           | Garagiste |
| mars 1977      | mars 1989                   | Lucien Padiolleau            |           | Agriculteur |
| mars 1989      | mars 2001                   | Hubert Gaudin                |           | Retraité (coopérative agricole) Réélu en 1995                                                                                  |
| mars 2001      | 16 juillet 2004 (démission) | Josette Rousselot            |           | Conseillère en entreprise |
| 8 octobre 2004 | En cours (au 27 mai 2020)   | Philippe Guérin,             | DVD       | Professeur d'éducation physique et sportive retraité 9e vice-président de Challans-Gois-Communauté Réélu en 2008, 2014 et 2020 |

## Population et société

### Démographie

#### Évolution démographique
L'évolution du nombre d'habitants est connue à travers les recensements de la population effectués dans la commune depuis 1793. Pour les communes de moins de 10 000 habitants, une enquête de recensement portant sur toute la population est réalisée tous les cinq ans, les populations de référence des années intermédiaires étant quant à elles estimées par interpolation ou extrapolation. Pour la commune, le premier recensement exhaustif entrant dans le cadre du nouveau dispositif a été réalisé en 2007.

En 2022, la commune comptait 2 128 habitants, en évolution de +16,22 % par rapport à 2016 (Vendée : +5,33 %, France hors Mayotte : +2,11 %).
| 1793 | 1800 | 1806 | 1821 | 1831 | 1836 | 1841 | 1846 | 1851 |
| ---- | ---- | ---- | ---- | ---- | ---- | ---- | ---- | ---- |
| 500  | 464  | 653  | 702  | 640  | 841  | 871  | 925  | 947  |

| 1856 | 1861 | 1866 | 1872 | 1876 | 1881 | 1886 | 1891  | 1896  |
| ---- | ---- | ---- | ---- | ---- | ---- | ---- | ----- | ----- |
| 930  | 900  | 929  | 907  | 961  | 922  | 948  | 1 022 | 1 057 |

| 1901  | 1906  | 1911  | 1921  | 1926  | 1931 | 1936 | 1946 | 1954 |
| ----- | ----- | ----- | ----- | ----- | ---- | ---- | ---- | ---- |
| 1 089 | 1 103 | 1 086 | 1 003 | 1 007 | 948  | 902  | 843  | 791  |

| 1962 | 1968 | 1975 | 1982 | 1990 | 1999 | 2006  | 2007  | 2012  |
| ---- | ---- | ---- | ---- | ---- | ---- | ----- | ----- | ----- |
| 796  | 756  | 743  | 820  | 878  | 929  | 1 204 | 1 245 | 1 676 |

| 2017  | 2022  | - | - | - | - | - | - | - |
| ----- | ----- | - | - | - | - | - | - | - |
| 1 876 | 2 128 | - | - | - | - | - | - | - |

#### Pyramide des âges
La population de la commune est relativement jeune.
En 2018, le taux de personnes d'un âge inférieur à 30 ans s'élève à 42,5 %, soit au-dessus de la moyenne départementale (31,6 %). À l'inverse, le taux de personnes d'âge supérieur à 60 ans est de 17,1 % la même année, alors qu'il est de 31,0 % au niveau départemental.
En 2018, la commune comptait 996 hommes pour 907 femmes, soit un taux de 52,34 % d'hommes, largement supérieur au taux départemental (48,84 %).
Les pyramides des âges de la commune et du département s'établissent comme suit.
| Hommes | Classe d’âge | Femmes |
| ------ | ------------ | ------ |
| 0,2    | 90 ou +      | 0,7    |
| 2,9    | 75-89 ans    | 4,0    |
| 12,6   | 60-74 ans    | 13,8   |
| 16,8   | 45-59 ans    | 14,2   |
| 24,6   | 30-44 ans    | 25,3   |
| 17,0   | 15-29 ans    | 17,3   |
| 25,9   | 0-14 ans     | 24,7   |

| Hommes | Classe d’âge | Femmes |
| ------ | ------------ | ------ |
| 0,8    | 90 ou +      | 2,2    |
| 8,7    | 75-89 ans    | 11,1   |
| 20,3   | 60-74 ans    | 21,3   |
| 20     | 45-59 ans    | 19,4   |
| 17,5   | 30-44 ans    | 16,8   |
| 15     | 15-29 ans    | 13,2   |
| 17,7   | 0-14 ans     | 16,1   |

## Jumelage
Froidfond a officiellement été jumelée le dimanche 17 juillet 2016 avec la commune de Pierrefitte-Nestalas, dans les Hautes-Pyrénées. Le premier acte de la signature s'est déroulé à Pierrefitte les 25 et 26 juin 2016. 
- Pour marquer l'événement, la nouvelle salle des sports de Froidfond a été baptisée Salle Pierrefitte-Nestalas[27].
- Le 31 août 2019, une Esplanade Froidfond a été inaugurée à Pierrefitte-Nestalas, elle est située face à la gare[28].

## Éducation

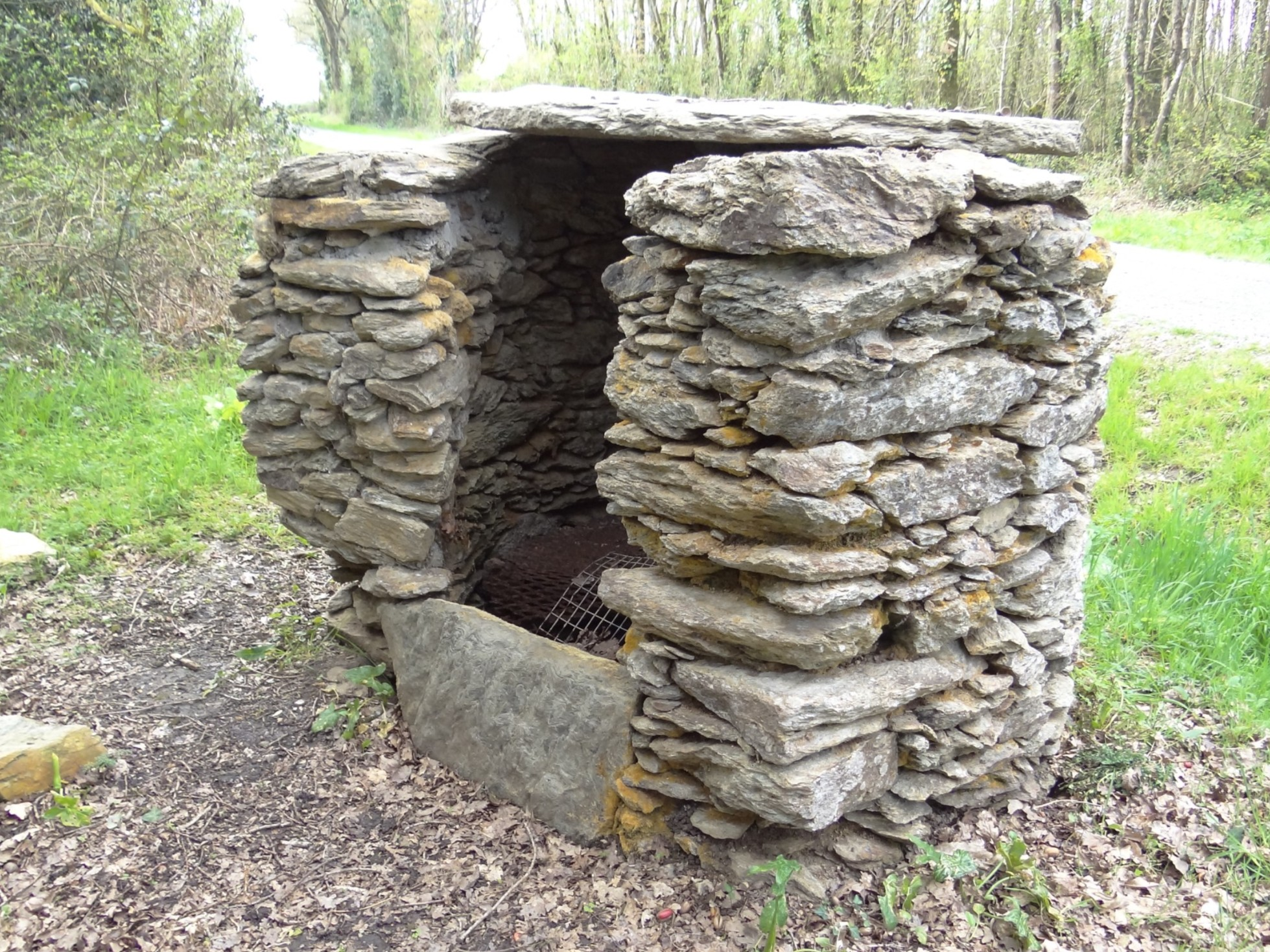
Puits des Landes à Froidfond

- École publique Henri-Dès Puits des Landes à Froidfond
- École privée Sainte-Jeanne-d'Arc

## Lieux et monuments
- Église Sainte-Marie-Madeleine, XIXe siècle.
- Stade Philippe-Violeau, inauguré en 2007.
- Le site de l'Espinassière (mitoyen des communes de La Garnache et Froidfond) accueille, depuis le printemps 2006, neuf éoliennes au sein de l'un des parcs éoliens de Vendée[29].
- Le Puits des Landes, puits ancien[30].

### Le Puits des Landes
Restauré en 2015 par l'association froidfondaise Histoire et patrimoine, le Puits des Landes, se trouve sur le Chemin des Charbonnières. 

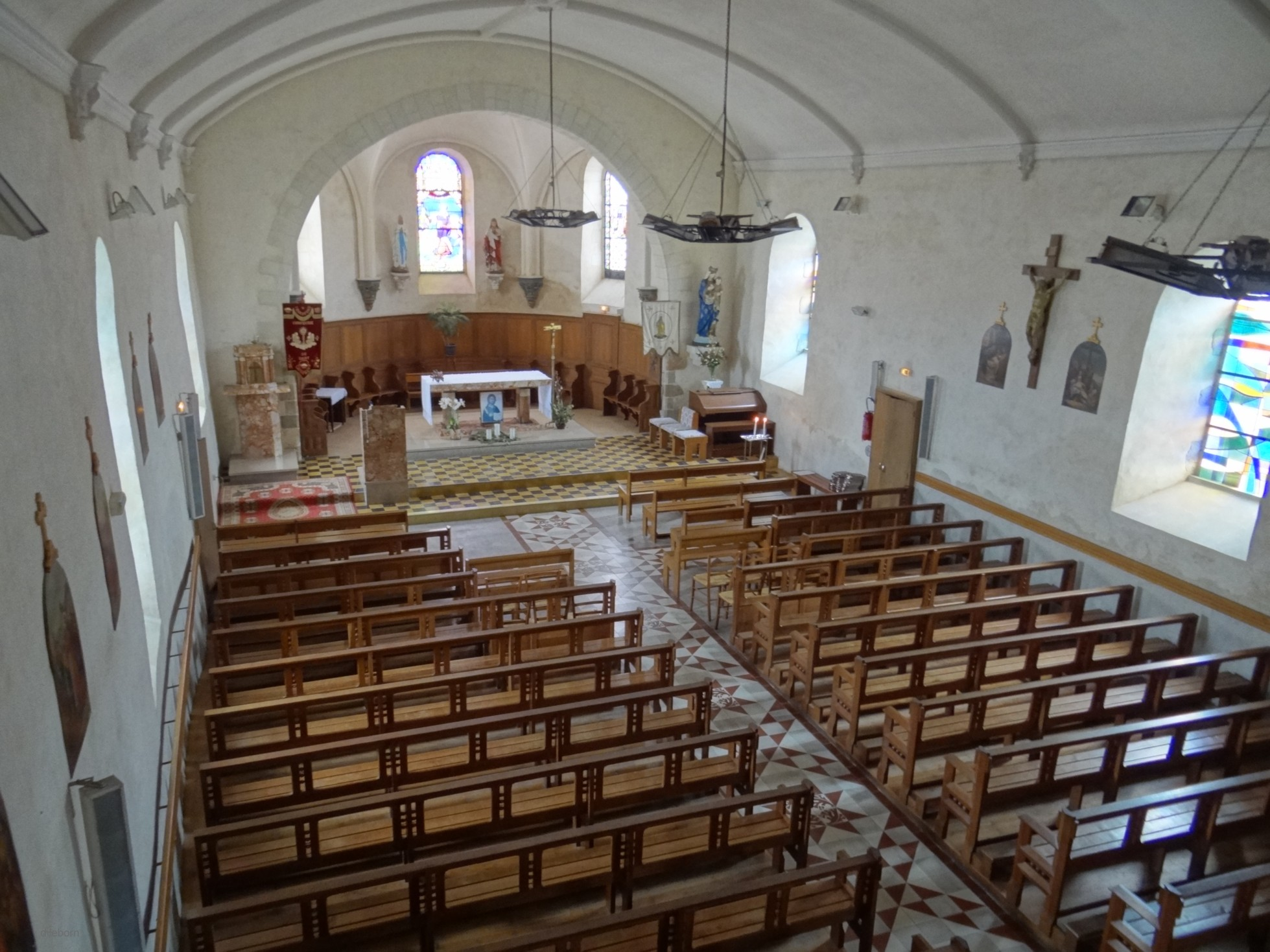

### Moulins à vent
Sur la carte générale de la France des Cassini, on recense au XVIIIe siècle deux moulins à vent en pierre, proches l'un de l'autre : le moulin de la Fête et le moulin de Mocsouris (orthographe de l'époque). Ils n'existent plus aujourd'hui.

## Légende
Cité par Jean-Loïc Le Quellec, l'historien vendéen Edmond Bocquier, dans son livre La Préhistoire des villes de Vendée, écrit qu'il y avait autrefois dans l'église de Froidfond une statue de sainte Perrine (jeune Angevine ayant vécu au XVIIIe), et qu'elle était un but de pèlerinage - particulièrement afin d'obtenir la guérison de maladies des yeux.

## Personnalités liées à la commune
- Philippe Violeau : footballeur professionnel de 1988 à 2006, champion de France avec Auxerre (1996) et Lyon (2002, 2003 et 2004).
- Loïc Albert : longue carrière exclusivement consacrée au cyclo-cross ; licencié au Vélo-club Challandais, il a glané une bonne dizaine de victoires par saison, dont les titres de champion départemental de Vendée (à plusieurs reprises) et régional Atlantique Anjou, en 1963, 1967 et 1969. Il a participé à plusieurs championnats de France (meilleures places : 21, 22[31], et 25e). Loïc Albert n'habitait pas à Froidfond, mais au lieu-dit "la Rogerie" sur la commune de Falleron.

## Pour approfondir